# GENTLE・A MAN
『GENTLE・A MAN』（ジェントル・ア・マン）は、西城秀樹の16枚目のオリジナル・アルバム。1984年3月5日にRCAから発売された。

## 解説
- 大人なムードの楽曲を中心に構成し、シンガーとしての前進を図ったアルバムである。
- シングル曲「Do You Know」が収録されている。
- 収録曲「帰港」は、後にアレンジを変えて「約束の旅 〜帰港〜」としてシングルカットされた。
- 2022年12月23日、GOH HOTODAによるデジタルリマスタリング復刻盤（Blu-spec CD2、紙ジャケット仕様）が発売された。

## 収録曲
| #   | タイトル                     | 作詞       | 作曲           | 編曲                          |
| --- | ---------------------------- | ---------- | -------------- | ----------------------------- |
| A1. | 「センチメンタル・モーテル」 | 大津あきら | 鈴木キサブロー | 大谷和夫                      |
| A2. | 「Onesided night」           | 秋元康     | 後藤次利       | 後藤次利                      |
| A3. | 「彼女は不機嫌」             | 森田由美   | 後藤次利       | 後藤次利                      |
| A4. | 「Do You Know」              | 湯川れい子 | 小田啓義       | 大谷和夫                      |
| A5. | 「帰港」                     | 森田由美   | 後藤次利       | 後藤次利                      |
| B1. | 「Through the night」        | 角松敏生   | 角松敏生       | 角松敏生 磯広行（ブラス編曲） |
| B2. | 「かぎりなき夏」             | ありそのみ | 滝沢洋一       | 新川博                        |
| B3. | 「Love Together」            | ありそのみ | 滝沢洋一       | 越智洋一郎 滝沢洋一           |
| B4. | 「Winter Blue」              | 森田由美   | 西城秀樹       | 大谷和夫                      |
| B5. | 「ポートレート」             | 森田由美   | 渡辺敬之       | 渡辺敬之                      |